# فريدريش هوسبوخ
فريدريش هوسبوخ (بالألمانية: Friedrich Hoßbach)‏ (من مواليد 21 نوفمبر 1894 في أونا، الوفاة في 10 سبتمبر 1980 في غوتنغن) كان ضابطًا ألمانيًا، آخر قائد عام في سلاح المشاة والجيش خلال الحرب العالمية الثانية

## تاريخه
كان خادم بحري في فوج المشاة 82 من الجيش البروسي في غوتنغن. هناك تمت ترقيته إلى الملازم في 19 يونيو 1914.
في عام 1920 تم نقله إلى القوات المسلحة الرايخ وترقيته إلى قائد في 1 مارس 1927، ثم نقل في عام 1930 إلى وزارة الدفاع الرايخ.
كتب في نوفمبر عام 1937 ما يسمى ب "نسخة هوسباخ"، التي سجلت محاضرة من قبل هتلر أمام الجيش الأعلى، والتي وضع فيها لأول مرة خطته الحربية ضد النمسا وتشيكوسلوفاكيا.

## الحرب العالمية الثانية
قبل وقت قصير من بداية الحرب العالمية الثانية، انتقل هوسباخ في 26 أغسطس 1939 في هيئة الأركان العامة فيلق الجيش كرئيس لها وفي 30 سبتمبر 1939 أصبح رئيس الجيش الثاني. وفي 1 ديسمبر 1939، تولى قيادة فوج المشاة 82 مرة أخرى وقادها خلال الحملة الغربية.
ترقي في 1 مارس إلى اللواء. وفي 1 أبريل، تم منحه قيادة فرقة المشاة الثانية والثمانين، وعاد إلى محمية فيهرر من 1 سبتمبر 1942 إلى 15 مايو 1943. مع ترقية في وقت واحد إلى الجنرال. تولى في 15 مايو 1943، فرقة المشاة 31 . ثم تمت ترقيته إلى جنرال المشاة في 1 نوفمبر 1943
منذ 18 يوليو 1944، كان القائد العام للجيش الرابع وكان في 29 يناير 1945 خلال معركة شرق بروسيا شخصياً رفضها هتلر، كما أمر بأمر صريح للخروج من شرق بروسيا المغلقة.
في نهاية الحرب، عولج هوسباخ من التهاب في الأذن في مستشفى جامعة غوتنغن. في 8 أبريل 1945، قبل وقت قصير من وصول الجيش الأمريكي، تم تحذيره من أن الجستابو سيصطحبه. عندما رن جرس الباب، أخذ مسدسه إلى الشرفة وخاض معركة نارية مع مسؤولي الجستابو المنتظرين وعضو في قوات الأمن الخاصة، حتى كان خصومه يخشون على ما يبدو الاقتراب من الجيش الأمريكي - هربوا من السيارة. بعد أقل من ساعة، ثم اعتقله الأمريكيون. بقي أسير حرب حتى عام 1947.

## الجوائز
- الصليب الحديدي (1914) الدرجة الأولى والثانية
- هازياتنكرويتس هامبورغ
- شارة الجرح (1918) باللون الأسود
- الجيش الاستحقاق النمساوي الثالث. الطبقة مع زخرفة الحرب
- المشبك إلى الصليب الحديدي الثاني
- وسام الفارس الصليبي الحديدي مع أوراق البلوط
- صليب فارس في 7 أكتوبر 1940
- اوراق البلوط في 11 سبتمبر 1943 (حفل 298)

## روابط خارجية
- فريدريش هوسبوخ على موقع مونزينجر (الألمانية)